# Modestep
Modestep ist eine Band aus London, die 2010 gegründet wurde. Sie besteht aus Josh Friend. Tony Friend, Gründungsmitglied und Bruder von Josh, verließ die Band am 4. Mai 2017 um sich musikalisch weiterzuentwickeln. Pat Lundy verließ die Band nach 9 Jahren am 3. November 2022 aus persönlichen Gründen.

## Werdegang
Modestep machen elektronische Musik, wobei sie innerhalb dieses großen Gebietes dem Dubstep zugerechnet werden und sich auf ihrer Webpräsenz auch selbst als Dubstep-Interpret bezeichnen.
Musikalisch werden Modestep neben Bands wie Pendulum und The Prodigy angesiedelt. Außerdem spielten sie mit Künstlern wie Skrillex, Ed Sheeran und Flux Pavilion zusammen.
Ihre Debüt-Single "Feel Good" erreichte Platz 38 der britischen Singlecharts und bekam Airplay bei BBC Radio 1. Die Single erreichte zudem Platz 5 der UK Indie Charts und Platz 6 der UK Dance Charts. Die Single Sunlight schaffte es im Spätsommer 2011 auf Platz 16 der britischen Singlecharts.
Die Single "Show Me a Sign" wurde 2012 für den Trailer des Spieles Forza Horizon genutzt, zudem wirkt sie auch als ein Song im Forza Horizon Radiosender "Horizon Bass Arena".

## Diskografie

### Alben
- Evolution Theory (2013)
- London Road (2015)

### Singles
- Dub King (2010)
- Feel Good (2011)
- Sunlight (2011)
- To the Stars (2011)
- Exile (2011)
- Slow Hand (2011)
- Show Me a Sign (2012)
- Another Day (featuring Popeska, 2012)
- Another Day (xKore Remix) (featuring Popeska, 2012)
- Praying for Silence (2012)
- Another day (Autobot remix)
- Snake (2015)
- Machines (2015)
- Higher (2017)